# داني كور (لاعب كرة قدم)
داني كور (بالإسبانية: Dany Cure) هو مدرب كرة قدم ولاعب كرة قدم فنزويلي في مركز الوسط، ولد في 7 أبريل 1990 في ماتيكيس ‏ في فنزويلا. شارك مع منتخب فنزويلا لكرة القدم. أما مع النوادي، فقد لعب مع أونس كالداس ونادي كاراكاس.

## وصلات خارجية
- داني كور (لاعب كرة قدم) على موقع قاعدة بيانات كرة القدم.إي يو (الإنجليزية)
- داني كور (لاعب كرة قدم) على موقع ناشيونال فوتبول تيمز (الإنجليزية)
- داني كور (لاعب كرة قدم) على موقع Soccerway.com (الإنجليزية)
- داني كور (لاعب كرة قدم) على موقع AS.com (الإسبانية)